# Det lille Teater Gråsten
Det lille Teater er et amatørteater i Gråsten som blev oprettet i 1972.

## Historie
Amatørteater i Gråsten er egentlig en gammel affære. Vi kender fra mundtlige beretninger den betydning, både danske og tyske tillagde scenekunsten som værn om dansk sprog og tradition.
Fra 1920'erne kender vi en del af redaktør Ludvigsens yndede Gråsten-revyer, der afspejlede livet i Lillebyen i overgangstiden efter Genforeningen. I 1929 oprettedes Sønderjysk Teaterforening; Gråsten Ungdomsforening blev medlem og udviklede sig til at blive byens kulturelle centrum. Ungdomsforeningen spillede et fremragende repertoire - moderne og klassisk, og da nazismen fra 1933 søgte at rende landsdelens ungdom over ende, var deres arbejde af uvurderlig betydning. Da Gråsten Ungdomsforening blev til Borgerforeningen, fortsatte amatørteatret en tid under mere private former.
Fra 1956 begyndte det arbejde på "Hjemmet" i Flensborg, der en tid lang var en del af Sønderjysk Forsøgsscene og blev til "Det lille Teater" i Flensborg. Efterhånden som arbejdet på "Hjemmet" i Flensborg kom i god gænge, blev der muligt også at bruge kræfter i Gråsten, hvor forskellige skolestuer blev tilholdssted, indtil Teaterskolen i Elleygade i Gråsten blev til.
Teaterskolen blev i 1978 lukket af brandmyndighederne, og teaterfolket øvede videre i kælderen i Ahlmannsparken, indtil det blev muligt at flytte aktiviteterne til den gamle skole i Ladegårdskov. Den gamle skolebygning i Ladegårdskov blev ejet af DATS (Dansk Amatør Teater Samvirke) med forlaget DRAMA. På et tidspunkt blev pladsen for trang for DATS og DRAMA's aktiviteter, og Det lille Teater måtte se i øjnene, at et salg af bygningerne inden for en overskuelig fremtid, ville blive en realitet. Det var i 1992 at disse tanker lod røre på sig. Den daværende formand for teatret, Tage Nielsen, fostrede da den ide, at teatret på en eller anden måde måtte sikre sig, at der også efter et salg af bygningerne kunne spilles teater i de omgivelser, der i så mange år har dannet rammer om et væld af kulturelle aktiviteter. En lille selvbestaltet gruppe stiftede i 1992 foreningen "Sønderjydsk Teaterhus", der som sin vigtigste opgave påtog sig at skaffe mulighed for at blive den nye ejer af den gamle skolebygning. I 1995 blev bygningen sat til salg, og den 1.11.1995 overtog Sønderjydsk Teaterhus ejerskabet.
Fra 1972 til 1980 var Povl Trier Hansen formand for Det lille Teater, fra 1980 var Tage Nielsen, den nuværende (juni 2013) formand er Ole Gaul Nilum.
Det lille Teater har deltaget i flere nationale og internationale teaterarrangementer, blandt andet Nordisk Teater Festival i Oslo, Verdensamatørteaterfestival i Monaco og Seniorteaterfestival i Södertälje.
Det lille Teater har udnævnt følgende til æresmedlemmer: Arne Aabenhus, Povl Trier Hansen, Bodil Rindom og Anna Aabenhus.

## I dag
Det lille Teater Gråsten har i dag (2013) en fast gruppe "Det grå guld", der hver tirsdag mødes for at vedligeholde og modernisere bygningerne, både udvendig og indvendig, en stor og trofast skuespiller- og instruktørgruppe, en ungdoms- og en børnegruppe og bedst af alt et trofast publikum. Gennem alle årene, lige fra starten i 1972 og indtil nu, har teatret spillet et bredt repertoire. Et repertoire, der omfatter traditionelle juleforestillinger, hvert andet år en friluftsforestilling, hvert andet år en lokalrevy og ellers løbende forestillinger fra det danske teaterrepertoire.